# Аграрная партия Казахстана
Аграрная партия Казахстана (каз. Қазақстан аграрлық партиясы) — политическая партия Казахстана, функционировавшая в начале 2000-х годов. Партия имела чётко выраженную социальную базу — это работники аграрного сектора страны: сельские товаропроизводители, фермеры, сельские кооперативы и товарищества.

## История
Учредительный съезд партии состоялся 6 января 1999 года, 16 марта того же года она была зарегистрирована (перерегистрирована 6 марта 2003 года). За всё время существования партии её председателем являлся депутат Мажилиса Ромин Мадинов. Партия имела свои структурные подразделения в 12 областях и городах Казахстана.
По итогам выборов в Мажилис Парламента Казахстана в 1999 году Аграрная партия получила 3 места — 1 место по мажоритарным округам и 2 места по Единому национальному округу. В выборах в нижнюю палату Парламента, состоявшихся 19 сентября 2004 года, Аграрная партия участвовала в составе блока Аграрно-индустриального союза трудящихся, сформированного совместно с Гражданской партией Казахстана. По результатам выборов АИСТ получил 7,07 % избирателей, которые обеспечили блоку 11 мест в Мажилисе III созыва.
27 сентября 2005 года в Петропавловске прошёл VI внеочередной съезд партии с участием президента Казахстана Нурсултана Назарбаева. Партия заявила о своей поддержке кандидатуры Нурсултана Назарбаева на президентских выборах 2005 года и вхождении Аграрной партии в Народную коалицию по поддержке действующего главы государства.
22 декабря 2006 года Аграрная партия Казахстана была упразднена и присоединилась к президентской народно-демократической партии «Нур Отан».